# Camilla Nylund

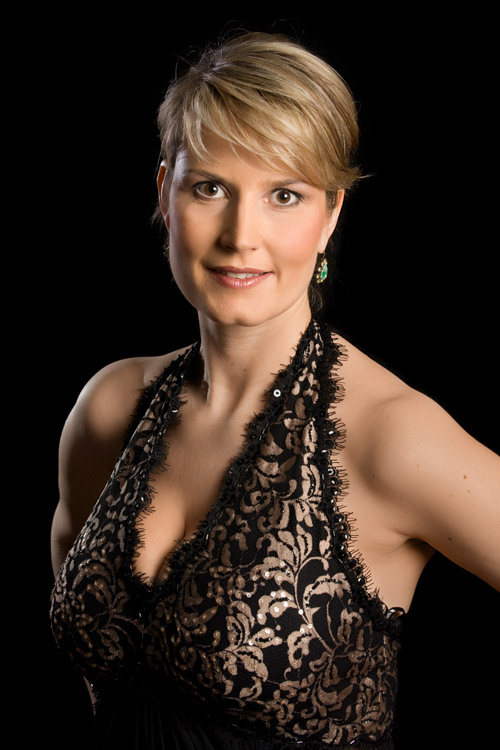
Camilla Nylund (2008)

Camilla Nylund (11 de junio de 1968, Vaasa, Finlandia) es una soprano finlandesa
Completó sus estudios musicales en el Salzburger Mozarteum trabajando desde 1995 hasta 1999 en Hannover, en la Niedersächsischen Staatsoper Hannover, y luego en la Sächsischen Staatsoper en Dresde, donde ganó el Premio Christel Goltz y el título de Kammersängerin del estado de Sajonia.
Sus actuaciones destacadas han sido en la Wiener Staatsoper, La Scala, Bayerische Staatsoper München, Finnische Nationaloper, La Fenice, Carlo Fenice, Deutsche Oper Berlin, Staatsoper Köln, Staatsoper Hamburg, Königliche Oper Kopenhagen, Zürich, Chicago y salas de concierto.
Roles destacados son Salomé, Leonore (Fidelio), Pamina (Die Zauberflöte), Fiordiligi (Così fan tutte), Vitellia (La clemenza di Tito), Micaela (Carmen), Agathe (Der Freischütz), Eva (Die Meistersinger von Nürnberg), Freia (Das Rheingold), Gutrune (Götterdämmerung), Rosalinde (Die Fledermaus), Lisa (Das Land des Lächelns), Mimi (La Bohème), Nitocris (Belsazar), Tatjana (Eugen Onegin) Ann Trulove (The Rake's Progress), Marschallin (Der Rosenkavalier), Elisabeth (Tannhäuser), Arabella (Arabella) y Rusalka de Dvorak.
Debutó en el Festival de Bayreuth como Elisabeth en Tannhäuser en 2011, papel que interpretó en sucesivas ediciones hasta 2014. En 2017 regresó como Sieglinde en La valquiria, bajo la dirección de Marek Janowski y, en 2019, es Eva en Los Maestros Cantores de Nuremberg bajo la dirección de Philippe Jordan.

## Discografía de referencia
- Armas Järnefelt: Lieder / Paananen
- Beethoven: Fidelio / Harnoncourt (DVD)
- Beethoven: Symphony no 9 / Norrington
- Heiniö: Hermes / Ostrobothnian
- Langgaard: Antikrist / Dausgaard (DVD)
- Lehár: Das Land De Lächelns / Schirmer
- Sibelius, Palmgren, Madetoja / Luonnotar / Schirmer
- Reicha: Lenore / Bernius
- Schubert: Lazarus / Rilling
- Wagner. Tannhäuser / Jordan - DVD Festival de Baden-Baden
- Wagner. Tannhäuser / Kober - DVD Festival de Bayreuth